# Kreis Bomst

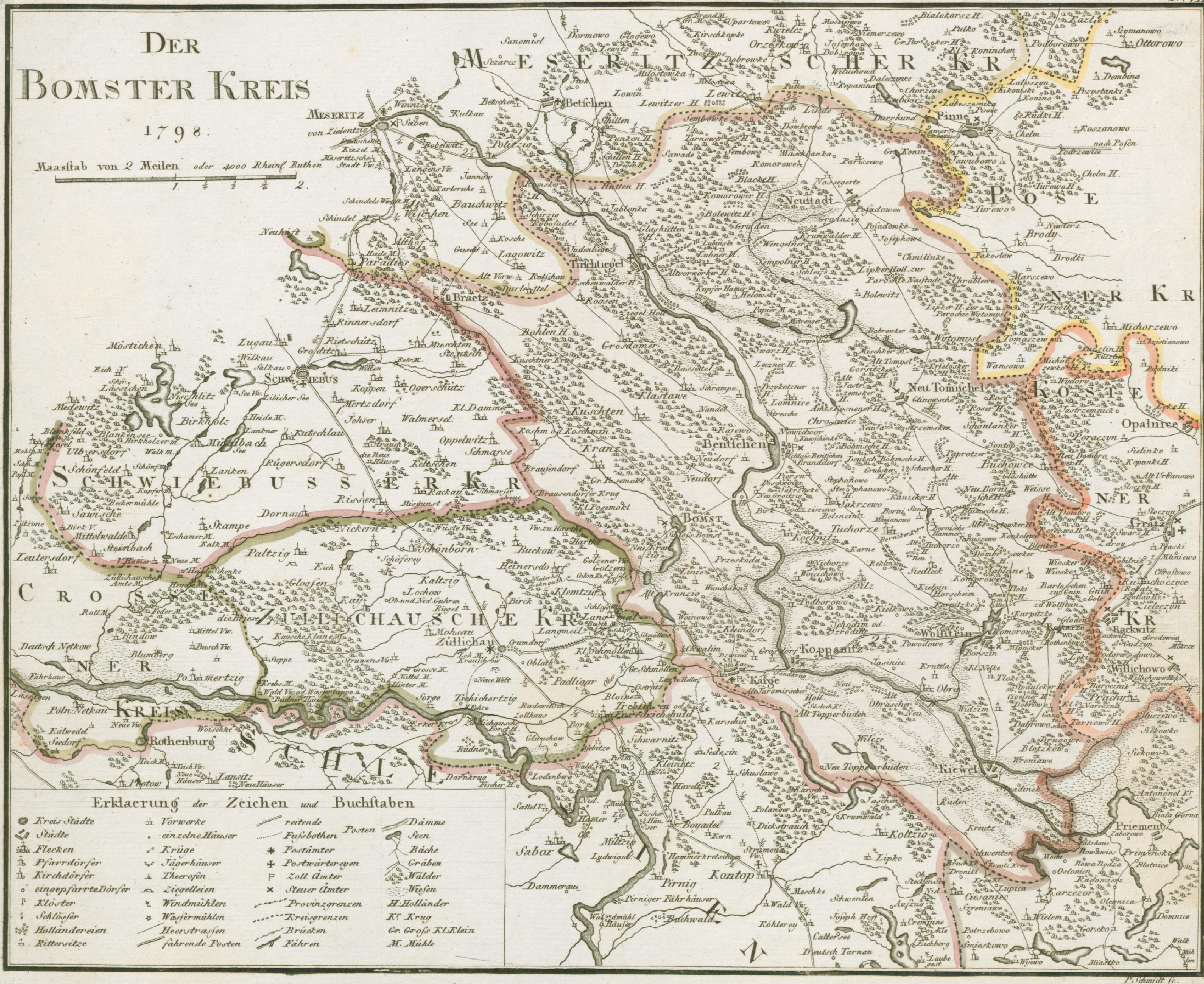
Der Kreis Bomst in Südpreußen

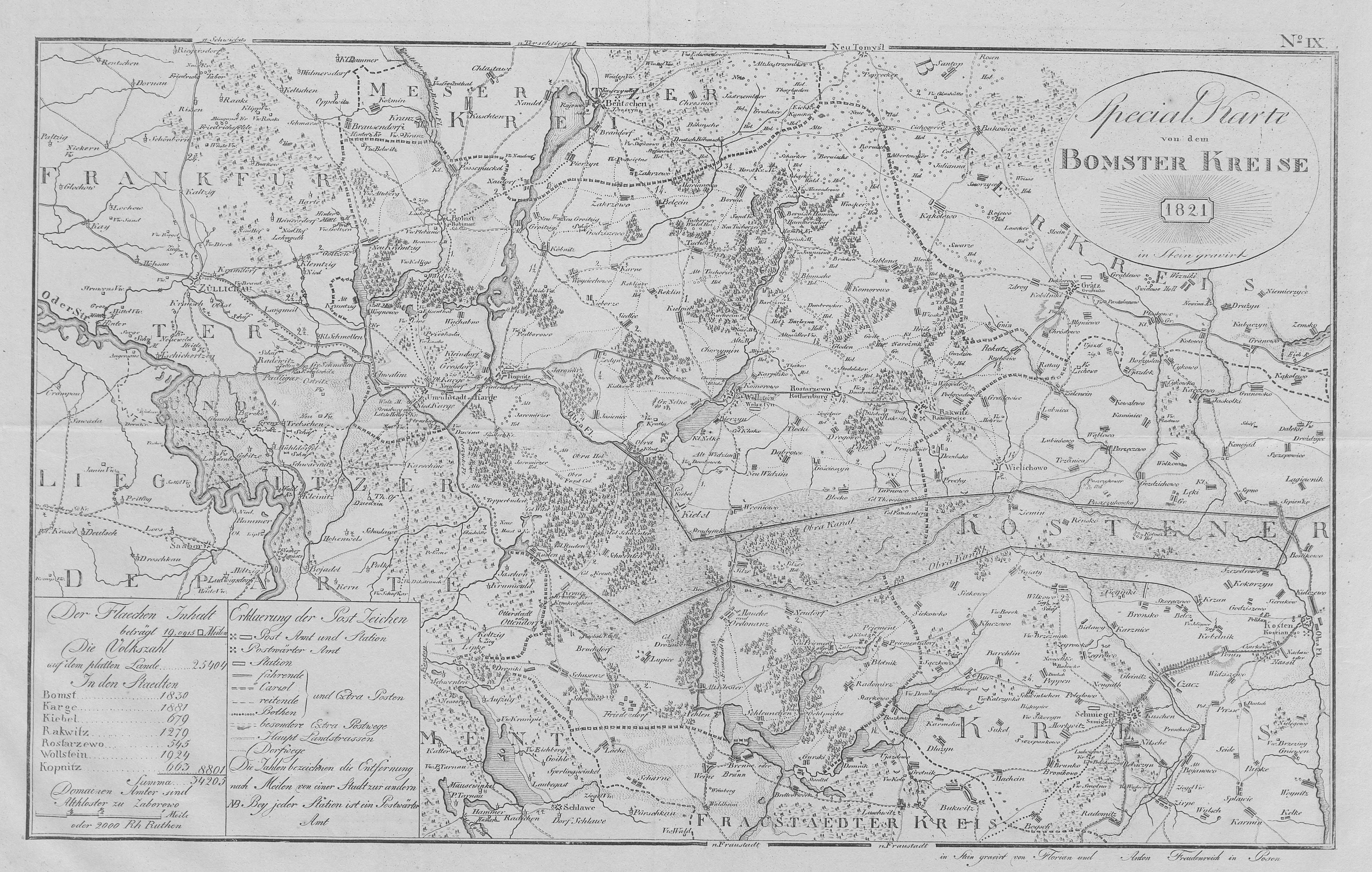
Der Kreis Bomst in den Grenzen von 1818 bis 1920

Der Kreis Bomst bestand in unterschiedlichen Abgrenzungen von 1793 bis 1807 in der Provinz Südpreußen, von 1815 bis 1920 in der Provinz Posen und von 1920 bis 1938 in der Grenzmark Posen-Westpreußen des Staates  Preußen.

Lage des Kreises Bomst in der Provinz Grenzmark Posen-Westpreußen (1922–1938)

## Größe
Der Kreis Bomst hatte bis 1919 eine Fläche von 1037 km², danach 297 km².

## Geschichte
Das Gebiet um die großpolnischen Städte Bomst und Wollstein gehörte nach der Zweiten Teilung Polens von 1793 bis 1807 zum Kreis Bomst in der preußischen Provinz Südpreußen. Durch den Frieden von Tilsit kam der Kreis Bomst 1807 zum Herzogtum Warschau. Nach dem Wiener Kongress fiel der Kreis am 15. Mai 1815 erneut an Preußen und wurde Teil des Regierungsbezirks Posen der Provinz Posen.
Bei den preußischen Verwaltungsreformen wurde zum 1. Januar 1818 im Regierungsbezirk Posen eine Kreisreform durchgeführt, bei der der Kreis Bomst das Gebiet um die Stadt Neutomischel an den Kreis Buk und das Gebiet um die Stadt Bentschen an den Kreis Meseritz abgab. Im Gegenzug erhielt der Kreis das Gebiet um Priment vom Kreis Fraustadt dazu. Sitz des Landratsamtes wurde die Stadt Wollstein.
Die Provinz Posen gehörte ab 18. Januar 1871 zum neu gegründeten Deutschen Reich. Dagegen protestierten am 1. April 1871 im Reichstag die polnischen Abgeordneten, die jedoch zu keiner Zeit aus dem Kreis Bomst kamen.
Am 27. Dezember 1918 begann in der Provinz Posen der Großpolnische Aufstand der polnischen Bevölkerungsmehrheit gegen die deutsche Herrschaft, und bereits Anfang Januar 1919 waren die östlichen zwei Drittel des Kreisgebietes unter polnischer Kontrolle (die Kreisstadt Wollstein ab dem 5. Januar 1919, Bomst war vom 25. Januar bis zum 12. Februar 1919 nur vorübergehend von polnischen Truppen besetzt).
Am 16. Februar 1919 beendete ein Waffenstillstand die polnisch-deutschen Kämpfe, und am 28. Juni 1919 trat die deutsche Regierung mit der Unterzeichnung des Versailler Vertrags die östlichen zwei Drittel des Kreises Bomst (740 km²) auch offiziell an das neu gegründete Polen ab, die zum neuen Powiat Wolsztyn wurden.
Der bei Deutschland verbliebene westliche Restteil des Kreises Bomst (297 km²) wurde ab dem 27. Februar 1919 zunächst vom brandenburgischen Kreis Züllichau-Schwiebus mitverwaltet.
Ab dem 20. November 1919 wurde der Kreis Bomst von Schneidemühl (Reg.Bez. Schneidemühl), aus verwaltet und gehörte in der Folge zur 1922 neugebildeten Provinz Grenzmark Posen-Westpreußen des Freistaats Preußen.
Im Rahmen der Auflösung der Provinz Grenzmark Posen-Westpreußen am 1. Oktober 1938 wurde auch der Kreis Bomst aufgelöst. Der nördliche Teil mit Bomst und Unruhstadt kam zum brandenburgischen Kreis Züllichau-Schwiebus, der südliche Teil zum niederschlesischen Kreis Grünberg.

## Einwohnerentwicklung
| Jahr | Einwohner | Quelle |
| ---- | --------- | ------ |
| 1818 | 38.588    | [ 4 ]  |
| 1846 | 48.513    | [ 5 ]  |
| 1871 | 55.106    | [ 6 ]  |
| 1900 | 59.654    | [ 1 ]  |
| 1905 | 58.714    |        |
| 1910 | 63.120    | [ 1 ]  |
|      |           |        |
| 1925 | 13.179    | [ 7 ]  |
| 1933 | 13.261    | [ 7 ]  |

Von den Einwohnern des Kreises waren 1905 51 % Deutsche und 49 % Polen. Im Jahr 1925 waren von den Einwohnern des verkleinerten Kreises 6.848 evangelischer Konfession, 6.224 Katholiken und 34 Juden. Auch im bei Deutschland verbliebenen Rest Kreis Bomst gab es einen signifikanten polnischen Bevölkerungsanteil; die Kreisstadt Bomst hatte im Jahr 1939 zu 30 % polnische Einwohner.

## Politik

### Landräte
- 1793–000000Ludwig von Mielecki[9]
- 0000–179700von Haza[9]
- 1797–180600Anselm Rudolph von Unruh[9]
- 1815–182400Hans von Unruh
- 1824–183400von Pinto
- 1834–183700Ernst Bitter (1809–1843)
- 1837–184600von Byern
- 1846–185100Jérôme von Schlotheim (1809–1882)
- 1853–189300Hans Wilhelm von Unruhe-Bomst (1825–1894)
- 1894–190000Kuno von Westarp (1864–1945)
- 1901–190800Karl Hayessen
- 1909–191900Arthur von Lucke
- 1919–193300Kurt Konrad von Monbar
- 1933–193500Anton Hauk
- 1935–193700Karl Schröder (vertretungsweise)
- 1937–193800Franz Clemens Schiffer (1896–1940)

### Wahlen
Der Kreis Bomst bildete zusammen mit dem Kreis Meseritz den Reichstagswahlkreis Posen 3. Bei den Reichstagswahlen zwischen 1871 und 1912 wurden die folgenden Abgeordneten gewählt:
- 187100Hans Wilhelm von Unruhe-Bomst, Freikonservative Partei
- 187400Hans Wilhelm von Unruhe-Bomst, Freikonservative Partei
- 187700Hans Wilhelm von Unruhe-Bomst, Freikonservative Partei
- 187800Hans Wilhelm von Unruhe-Bomst, Freikonservative Partei
- 188100Hans Wilhelm von Unruhe-Bomst, Freikonservative Partei
- 188400Hans Wilhelm von Unruhe-Bomst, Freikonservative Partei
- 188700Hans Wilhelm von Unruhe-Bomst, Freikonservative Partei
- 189000Hans Wilhelm von Unruhe-Bomst, Freikonservative Partei
- 189300Hans Wilhelm von Unruhe-Bomst, Freikonservative Partei
- 189800Stephan von Dziembowski-Bomst, Freikonservative Partei
- 190300Hans Otto von Gersdorff, Deutschkonservative Partei
- 190700Hans Otto von Gersdorff, Deutschkonservative Partei
- 191200Kuno von Westarp, Deutschkonservative Partei

## Kommunale Gliederung
Zum Kreis Bomst gehörten bis 1920 die sechs Städte Bomst, Kopnitz, Rakwitz, Rothenburg an der Obra, Unruhstadt und Wollstein. Die (Stand 1908) 105 Landgemeinden und 37 Gutsbezirke waren in Polizeidistrikten zusammengefasst.
Der verkleinerte Kreis Bomst umfasste seit 1920 die Städte Bomst und Unruhstadt sowie 26 Landgemeinden.

## Gemeinden
Die folgenden Gemeinden gehörten zu dem Teil des Kreises Bomst, der 1920 an Polen fiel:
- Adamowo
- Adolfowo
- Alt Borui
- Alt Widzim
- Altkloster
- Barloschen bei Goscieszyn
- Barloschen bei Wollstein
- Belencin
- Blenke
- Blotnik
- Blumer Hauland
- Borui, Dorf
- Borui, Kirchplatz
- Chorzemin
- Deutsch Zodien
- Dombrofker Hauland
- Elisabethhof
- Faustinberg
- Fehlen
- Friedheim
- Gloden
- Godziszewo
- Goile
- Gorsko
- Groß Groitzig
- Groß Nelke
- Guschin
- Hammer
- Jablone
- Jaromierz
- Jazyniec
- Karpitzko
- Kaisertreu
- Kiebel
- Kielkowo
- Kielpin
- Klein Groitzig
- Kleindorf
- Köbnitz
- Komorowo Hauland
- Kopnitz, Stadt
- Lindenheim
- Lonkie
- Marianowo
- Mauche
- Mühlental
- Naroschnik
- Neu Borui
- Neu Dombrowo
- Neu Obra Hauland
- Neu Widzim
- Neudorf
- Nieborze
- Niederhausen
- Obra
- Priment
- Primentdorf
- Radomierz
- Rakwitz, Dorf
- Rakwitz, Stadt
- Rattai
- Reklin
- Rothenburg an der Obra, Stadt
- Ruchocice
- Scharke
- Schleunchen
- Siedlec
- Silz
- Silz Hauland
- Starkowo
- Stradyn
- Tannheim
- Tarnowo
- Teichrode
- Theresienau
- Tloker Hauland
- Tloki
- Tuchorze
- Waldland
- Wioska
- Wiosker Hauland
- Wollstein, Stadt
- Wonchabno
- Woyciechowo
- Wroniawy
- Zakrzewo
- Ziegelhauland
- Zodyn

Die folgenden Gemeinden verblieben nach 1920 im Deutschen Reich:
- Alt Jaromierz Hauland
- Alt Obra Hauland
- Alt Tepperbuden
- Bergvorwerk
- Bomst, Stadt
- Bruchdorf
- Chwalim
- Droniki
- Friedendorf
- Großdorf
- Groß Posemukel
- Karge
- Klein Posemukel
- Kramzig
- Kreutz
- Lupitze
- Neu Jaromierz Hauland
- Neu Kramzig
- Neu Tepperbuden
- Pfalzdorf
- Ruden
- Schenawe
- Schussenze
- Schwenten
- Unruhsau
- Unruhstadt, Stadt
- Wilze
- Woynowo

1937 kam es zu einer Reihe von deutschen Umbenennungen:
- Alt Jaromierz Hauland	 →	 Alt Hauland
- Chwalim	 →	 Altreben
- Droniki	 →	 Fleißwiese
- Groß Posemukel	 →	 Groß Posenbrück
- Klein Posemukel	 →	 Klein Posenbrück
- Kramzig	 →	 Krammensee
- Lupitze	 →	 Ostweide
- Neu Jaromierz Hauland	 →	 Neu Hauland
- Neu Kramzig	 →	 Kleistdorf
- Schenawe	 →	 Schönforst
- Schussenze	 →	 Ostlinde
- Wilze	 →	 Wolfsheide
- Woynowo	 →	 Reckenwalde